# Sp III Prode
Sp III Prode is een bestuurslaag in het regentschap Sumbawa van de provincie West-Nusa Tenggara, Indonesië. Sp III Prode telt 1193 inwoners (volkstelling 2010).